# استفانو لونگو
استفانو لونگو (ایتالیایی: Stefano Luongo؛ زادهٔ ۵ ژانویهٔ ۱۹۹۰) بازیکن واترپلو اهل ایتالیا است. وی در بازی‌های المپیک تابستانی ۲۰۲۰ شرکت کرده‌است.